# Tour de télévision de Tallinn
La Tour de télévision de Tallinn (estonien : Teletorn) est une tour de télévision située dans l'arrondissement de Pirita à Tallinn, en Estonie.
Il comporte une terrasse d'observation touristique, c'est le plus haut bâtiment du pays.

## Histoire
La tour est conçue par David Baziladze, architecte et Juri Sinis, ingénieur.
La première pierre fut posée le 30 septembre 1975 et la construction connut un violent incendie. La tour fut inaugurée le 11 juillet 1980 bien qu'elle fût utilisée dès 1979. Cette tour dédiée aux télécommunications fut construite pour couvrir les jeux olympiques de Moscou en 1980, précisément pour l'épreuve de régate de voile qui eut lieu à Tallinn. La tour culmine à 314 m et comporte une terrasse d'observation à 170 m du sol d'un diamètre de 38 m, accessible par deux ascenseurs, d'où on aperçoit le golfe de Finlande. On y trouve un restaurant panoramique. Le corps de la tour est en béton armé de 50 cm d'épaisseur et la tour pèse environ 20 000 tonnes. À sa base, un bâtiment de trois étages abrite notamment des salles de conférence. La tour est gérée par la société publique Levira (anciennement estoniens de radiodiffusion Transmission Center Ltd).
Teletorn est construite sur le modèle de la tour de Stuttgart mais comporte son lot d'innovations techniques.
À Vilnius, par exemple, il existe également une tour de télévision semblable mais elle dispose d'une terrasse d'observation rotative à 165 m au-dessus du sol.
À l'origine, la terrasse de Teletorn devait également être rotative.
Lors des événements d'août 1991, prélude à l'émancipation de l'Estonie lors de l'agonie de l'URSS, la tour fut attaquée par les troupes russes.
Des impacts de balles sont encore visibles à la base de la tour.
Ce fut l'occasion d'un fait de résistance de la part de quelques opérateurs radio qui, au péril de leur vie, stoppèrent les soldats russes en bloquant les ascenseurs et les menaçant d'utiliser le système d'incendie pour asphyxier tout le monde.
Cette anecdote est mentionnée  dans le documentaire américain « The Singing Revolution ».
Au cours du temps, les antennes ont été changées pour une adaptation à la FM, aux nouvelles télévisions et à internet.
En 1994, l'installation de l'une d'elles par un hélicoptère occasionna quelques dégâts accidentels à la plate-forme.
La Tour a été fermée au public du 26 novembre 2007 au 5 avril 2012 pour sa rénovation et sa mise aux normes de sécurité.

## Galerie

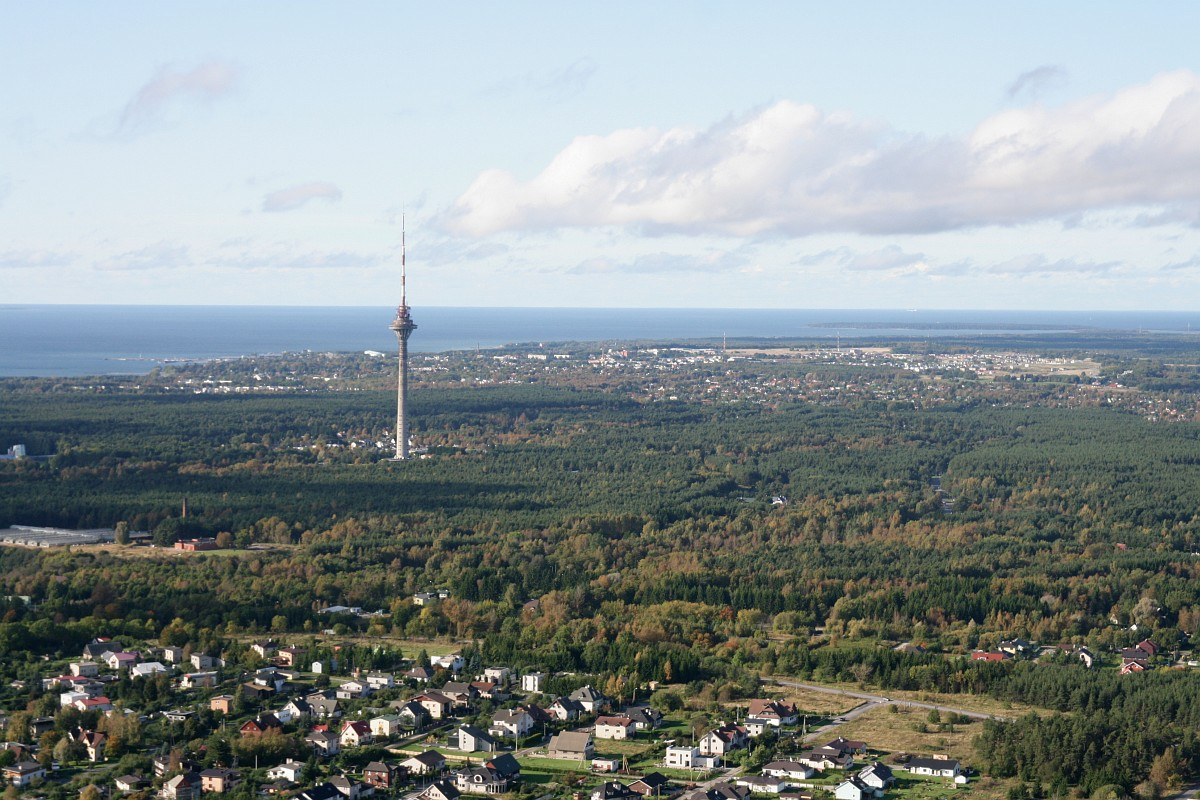